# 孤兒怨
是一部2009年美國恐怖惊悚片，由豪梅·寇勒特-瑟拉（Jaume Collet-Serra）所執導，韋娜·法米加、彼得·賽斯嘉以及伊莎貝拉·傅爾曼演出。本片為黑堡娛樂公司（Dark Castle Entertainment）的喬·西佛和蘇珊·道尼，與李奧納多·狄卡皮歐和珍妮佛·戴佛森·齊羅蘭的製片公司共同製作。
電影講述一對夫妻蒙受流產的陰影，於是決定認養一名9歲女孩艾絲特，然而表面上是個天真無邪的女孩，實際上卻不同於想像中單純。電影於美國2009年7月24日首映，台灣於8月14日上映，得到良好評價。前傳《孤兒怨2：最黑暗的過去》定於2022年8月19日於美國上映。

## 劇情
凱特和約翰·科爾曼夫婦的婚姻關係自從第三女兒潔西卡不幸死產後陷入緊張關係，失去女兒尤其對凱特打擊巨大，使她一段時間染上酒癮、患上精神焦慮等等問題。正當凱特努力靠心理咨詢師的幫助克服陰影，決定與丈夫約翰修復關係時，夫婦倆來到聖瑪麗安娜孤兒院中見到一名9歲的俄國小女孩愛絲特。而愛絲特的活潑可愛及早熟的個性、以及在一場火災中失去家人的痛苦經歷，很快就讓深表同情的凱特和約翰一致同意認養她。愛絲特到家首日就受到夫婦倆的5歲聾啞女兒麥克絲的歡迎，12歲長子丹尼爾始終對愛絲特保持著冷漠、敵視的態度。
不到幾天，愛絲特開始從原本的彬彬有禮逐漸露出笑裡藏刀的本性，首先刻意打斷凱特和約翰在床上發生的性關係，並且私下在麥克絲和丹尼爾面前展現出嚴重的暴力傾向，像是殺死一隻受傷的鴿子，進入學校就讀首日將一名刁蠻她的同學推下滑梯摔至重傷。而孤兒院的院長艾碧嘉修女前來探訪觀察愛絲特的生活現況，並提醒她們要留意總是會在愛絲特身邊發生的怪異現象。偷聽到她們對話的愛絲特為了防止艾碧嘉再度回來干擾，誘使麥克絲協助自己用鎚子殺害剛離開凱特家的艾碧嘉，並將屍體藏於橋下後再將兇器鎚子藏在丹尼爾的樹屋中。丹尼爾偶然發現她們倆藏東西，然而夜裡受到愛絲特威脅若說出去便會殺死他。一段時間下來，凱特越來越覺得愛絲特心懷不軌，試圖奉勸約翰多留意她，但約翰不但不相信，甚至認為凱特的焦慮症復發。
愛絲特開始明目張膽地做壞事，將潔西卡墓前的紀念花摘斷後做成花籃送給凱特當禮物，此舉令凱特憤怒不已、用力抓著愛絲特的胳膊怒吼她是有意的。而愛絲特將計就計自斷胳膊至骨折，將其怪在凱特身上，進一步將她與約翰的夫妻感情推向危機。隔天，愛絲特去上學時偷偷將麥克絲獨自身在的車的手剎放下，造成麥克絲險些車禍受傷。愛絲特之後刻意揭發凱特已重新染上酒癮，約翰威脅凱特若再不回歸治療，自己會帶著孩子們離開她。遭受孤立的凱特趁愛絲特不在時搜索她的房間，最後發現她其實來自於愛沙尼亞一間偏僻的薩尼精神療養機構，而她原先來自的孤兒院則沒有任何她的記錄。
丹尼爾靠麥克絲的畫作得知愛絲特的所為，打算將鎚子兇器給父母看，然而愛絲特察覺到他的意圖，因此將所有畫作及丹尼爾身在的樹屋縱火燒毀，造成丹尼爾落下重傷昏迷而送院治療。約翰仍不相信9歲的愛絲特會謊報來歷，愛絲特偷偷來到丹尼爾病房，打算用枕頭窒息殺害他，所幸丹尼爾經過搶救後仍平安脫險。凱特堅信是愛絲特所為而當眾怒打她，而一旁的醫生不得不將她以鎮靜劑制伏後留院看管。而愛絲特陪約翰回家後換上暴露的穿著、化上美妝打算勾引約翰，然而被當時面臨家庭危機而心神不寧的約翰大聲推拒，其聲稱隔天會將她送回孤兒院。
在醫院清醒的凱特接到來自薩尼療養機構的瓦拉瓦醫生來電，驚恐地獲知愛絲特實為一名現年33歲的成年女性，本名莉娜·克萊默；她患有罕見的腦垂體機能低下症，導致身體停留在孩童時期，身材矮小的她一直以來偽裝成小女孩四處行騙。更震悚的是，莉娜有極嚴重的暴力傾向，目前所知已殺害過七人，其中包含最初在愛沙尼亞受騙認養她的一家四口，僅因她無法勾引養父而慘遭滅門。她脖子與手腕上時常佩戴的絲帶，是為掩蓋她在療養機構時試圖強行脫下拘束衣而留下的傷疤。正當凱特匆忙趕回家時，氣急敗壞的莉娜卸下偽裝，並將約翰捅數刀致死，並持槍準備殺死麥克絲。
凱特及時回到家擊倒莉娜，帶著麥克絲逃至凍結的湖畔上。當莉娜追上來時，麥克絲為救母而英勇開槍不慎使冰層斷裂，造成凱特與莉娜雙雙墜河。凱特先爬出湖畔，然而被身後的莉娜緊抱著腿不放，其以背後藏刀的奸計而假裝懇求母親救她。但凱特怒喊「自己不是她的媽媽」，最後一腳踢斷莉娜的脖子，使其遺體沉入湖中。警察最終趕到，使凱特和麥克絲母女倆成功獲救。

## 演員
- 韋娜·法米加 飾演 凱薩琳·「凱特」·科爾曼（Katherine "Kate" Coleman）
- 彼得·賽斯嘉 飾演 約翰·科爾曼（John Coleman）
- 伊莎貝拉·傅爾曼 飾演 愛絲特（Esther）
- 吉米·班奈特（英语：Jimmy Bennett） 飾演 丹尼爾·科爾曼（Daniel Coleman）
- 艾琳娜·恩金尼爾 飾演 麥克辛·「麥克絲」·柯曼（Maxine "Max" Coleman）
- C·C·H·龐德（英语：CCH Pounder） 飾演 艾碧嘉修女（Sister Abigail）
- 瑪戈·馬丁代爾 飾演 布朗寧醫師（Dr. Browning）
- 卡瑞爾·羅登 飾演 瓦拉瓦醫生（Dr. Värava）
- 蘿絲瑪莉·鄧斯莫（英语：Rosemary Dunsmore） 飾演 芭芭拉·科爾曼（Barbara Coleman）
- 珍妮兒·威廉斯（英语：Genelle Williams） 飾演 茱蒂絲修女（Sister Judith）

## 评价
兒童福利團體對這部電影對收養造成的負面影響表示強烈不滿，他們譴責這部電影助長了對孤兒的負面刻板印象。

## 外部連結
- 互联网电影数据库（IMDb）上《孤兒怨》的资料（英文）
- Box Office Mojo上《孤兒怨》的資料（英文）
- 豆瓣电影上《孤兒怨》的資料 （简体中文）